# 別列茲涅韋
50°51′28″N 28°24′45″E / 50.85778°N 28.41250°E
別列茲涅韋（烏克蘭語：Березневе），是烏克蘭的村落，位於該國北部日托米爾州，由科羅斯堅區負責管轄，始建於1921年，面積0.51平方公里，海拔高度190米，2001年人口227。